# Šauštatar
Šauštatar je bil kralj huritskega kraljestva Mitani, ki je vladal v 15. stoletju pr. n. št.

## Invazija na Asirijo
Šauštatar je bil sin kralja Paršatatarja. Do Šauštatarhevega prihoda na mitanski prestol je njegov oče v številna mesta postavil sebi zveste huritske vazalne kralje in mu omogočil iz Mitanija narediti veliko mezopotamsko silo. Šaušatar se je s tem znebil stalne egipčanske grožnje  in je svojo pozornost obrnil  proti Asiriji. Napadel je Asirijo, jo opustošil on izropal njeno prestolnico Ašur.

## Kasnejše bitke
Po invaziji na Asirijo se je z vojsko obrnil proti  zahodu in na poti skozi Sirijo podjarmil vse mestne države v severni Siriji.  Meje Mitanija je razširil do sredozemske obale in vanj vključil Alalah, Nuzi, Ašur in Kizuvatno.  Svojo oblast je poskušal razširiti tudi proti jugu, morda celo v Palestino, vendar je bila južna Sirija še vedno v vplivni sferi Egipta, ki je že dolgo in še vedno grozil Mitaniju.  
Šauštatarjev napad na Palestino je bil tvegan in bi zagotovo sprožil vojno z Egiptom. Šauštatar bi kljub temu, da je bila v Palestini številna huritska populacija, v vojni z Egiptom težko zmagal. Med načrtovanjem napada je nepričakovano umrl. Nasledil ga je sin Artatama I., ki  se je začel s faraonom Amenhotepom II. pogajati za sklenitev zavezništva.